# グレッグ・ジャクソン
グレッグ・ジャクソン（Greg Jackson、1974年 - ）は、アメリカ合衆国の総合格闘技トレーナー。ジャクソン・ウィンクMMAの創設者兼ヘッドトレーナー。

## 来歴
ワシントンD.C.のレスリング一家に生まれ、3歳の時ニューメキシコ州アルバカーキへ移住した。
ジャクソンは治安の悪い地域で育ち、そのため身を守るために格闘技を学び始めた。
1992 年、リオグランデ高校卒業後、ジャクソンはキャッチレスリングとムエタイの初歩的なテクニックと基本的な柔道の技を組み合わせた独自の格闘技であるガイドージュツ（ストリートの日本語訳「街頭」から来ている）を創設した。
2000年、正式に総合格闘技ジムとなった。
2007年、長年の友人であり打撃コーチのマイク・ウィンケルジョンとチームを組み、ジムの名称をジャクソン・ウィンクMMAに変更した。

## 表彰
- World MMA Awards
  - コーチ・オブ・ザ・イヤー（2009年、2010年、2011年）
  - ジム・オブ・ザ・イヤー（2009年、2015年）[2]